# Pietro Barbolano Centranico
Pietro Barbolano Centranico – doża Wenecji od 1026 do 1032.